# Halldór Laxness
Œuvres principales
- Lumière du monde (1940)
- La Cloche d'Islande (1943)
- Station atomique (1948)
- Le Paradis retrouvé (1960)

Halldór Kiljan Laxness (né Halldór Guðjónsson), né à Reykjavik le 23 avril 1902 et mort dans la même ville le 8 février 1998, est un écrivain islandais du XXe siècle. À trois années d'intervalle, il reçoit le prix international de la paix en 1952 et le prix Nobel de littérature en 1955.

## Biographie
Laxness passe son enfance dans la ferme de son père dans la localité de Laxness, proche de Mosfellsbær, dont il tire plus tard son nom. Il publie à 17 ans son premier roman, L'Enfant et la nature. Il effectue de nombreux voyages à travers l'Europe (Scandinavie, Allemagne, France, Angleterre, Italie…). Il se convertit au catholicisme en 1923 et ajoute à son nom le prénom de Kiljan en l'honneur du saint irlandais. Il étudie la théologie en Italie puis au monastère de Clervaux, au Grand-Duché de Luxembourg. Ses lectures du surréalisme, de Marcel Proust, d'August Strindberg et de la psychanalyse influencent fortement la rédaction du Grand Tisserand du Cachemire (1927), son premier roman important qui fait la synthèse de ses années d'apprentissage. L'œuvre, qui emprunte beaucoup à l'art narratif et poétique séculaire d'Islande, interroge les turpitudes du monde des hommes et la force de la foi.
Laxness voyage ensuite aux États-Unis et au Canada. Outre-Atlantique, il se lie d'amitié avec le romancier Upton Sinclair dont il découvre l'engagement socialiste. Il abandonne alors le catholicisme et embrasse les thèses du communisme. En 1930, il retourne en Islande et se marie. Il publie Gens indépendants (1934) qui dépeint la lutte d'un paysan islandais pour vivre en étant affranchi de toute tutelle, après Salka Valka (1932), dans lesquels transparaissent une nouvelle fois ses préoccupations sociales. Sur l'exemple de Knut Hamsun qu'il admire et dont l'œuvre brosse le panégyrique de la ruralité norvégienne, Laxness peint la vie des paysans islandais. Il loue alors leur courage, leur détermination et leur ténacité face à un pays rude et une évolution socio-économique qui leur est hostile. Vers l'est (1933) et L'Aventure russe (1934) réaffirment son engagement prolétarien.
Par la suite, il signe de grands romans folkloriques au souffle épique, nourris d'histoire et d'humour que la critique considère comme ses chefs-d'œuvre : Lumière du monde (1940) sur les tourments d'un instituteur démuni, poète et rêveur à qui l'on ôte tout excepté le sens de la beauté et la splendeur céleste, puis La Cloche d'Islande (1943) qui narre la destinée d'un paysan truculent, jovial et énergique, condamné à mort sans preuve pour avoir assassiné le bourreau du roi. 
Laxness obtient un succès important aux États-Unis avec la traduction en anglais de Gens indépendants, mais est rapidement oublié au vu de ses positions de gauche et anti-américaines.
Laxness divorce en 1936 et se remarie en 1945 avec une jeune femme de 21 ans. Il restreint son champ d'influences au traditionalisme, au répertoire légendaire et au patriotisme unanimiste avec La Vierge blonde (1944) et Incendie à Copenhague (1946), fresque romanesque dans la tradition des épopées islandaises, consacrée à la lutte du pays contre le Danemark au XVIIe siècle.
Écrit dans le contexte d'occupation militaire de l'Islande par les troupes britanniques et américaines, Station atomique (1948) se conçoit comme une satire du mode de vie américain, du militarisme et du penchant monstrueux des sociétés modernes. Revenant à la veine des sagas nationales, Laxness publie La Saga des fiers-à-bras (1952), un ouvrage pittoresque et pacifiste, plein d'humour et de fantaisie. Il y interroge notamment la notion commune d'héroïsme. En 1950, il adapte La Cloche d'Islande pour le théâtre.
Au cours de ses voyages en URSS, Laxness prend conscience des excès et erreurs du stalinisme et se détourne du communisme. S'ensuit une période moins engagée et à nouveau religieuse, tournée vers la méditation. Le taoïsme, qu'il embrasse, affleure dans Les Annales de Brekkukot (1957) et surtout, dans Le Paradis retrouvé (1960), qui évoque avec tendresse et ironie la difficile recherche de spiritualité. Sa production romanesque postérieure poursuit son éloge de la ruralité et sa critique de l'urbanisation galopante. Il y renvoie à nouveau l'Islande à sa dimension mythique ses valeurs immémoriales. En 1974, Il participe au millénaire de la fondation de l'État islandais.
Atteint de la maladie d'Alzheimer, il est placé en maison de retraite en 1995 et meurt en 1998. Son épouse est décédée en 2012 à 94 ans.

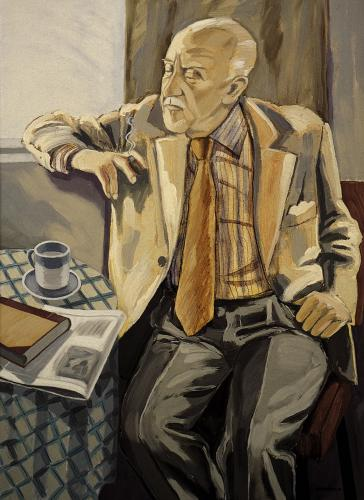
Halldór Laxness par Einar Hákonarson, 1984.

## Œuvre et influence
Son œuvre comprend plus de 60 ouvrages : romans, nouvelles, récits, essais, journaux de voyage, écrits officiels, pièces de théâtre et poèmes dont le recueil Opuscule poétique, d'inspiration dadaïste. Il a circonscrit ses souvenirs dans Dans l'enclos de la maison (1975-1977). Laxness fut également journaliste et traducteur, notamment de Voltaire, Ernest Hemingway et Lao-Tseu. Outre le prix Nobel de littérature, reçu en 1955, il s'est vu décerner de nombreuses récompenses dont le prix international de la paix en 1952.
L'influence de Laxness dans les pays de langue germanique est considérable. De par le succès qu'il a rencontré, il a placé l'Islande sur la scène culturelle internationale et sa carrière a ouvert la voie aux talents littéraires qui marquent aujourd'hui son pays. Symbole du prestige artistique et de l'indépendance nationale retrouvée aux yeux de ses compatriotes, il est volontiers rapproché de Snorri Sturluson, diplomate, poète et auteur de grandes épopées au XIIIe siècle dont la célèbre Edda. Le lecteur francophone aura avantage à lire les traductions directes de l'islandais comme celles de Régis Boyer, qui rendent fort bien le ton de l'auteur, et à éviter des secondes traductions depuis l'anglais (p. ex., Paradísarheimt -- Le paradis retrouvé), où la tonalité et parfois même le sens originels n'ont pas été pris en compte.

### Romans
- Barn náttúrunnar (1919)
- Undir Helgahnúk (1924)
- Vefarinn mikli frá Kasmír (1927)
- Salka Valka (1931-1932) Première partie publiée en français sous le titre Salka Valka: petite fille d'Islande, traduite par Alfred Jolivet, préface de Marcel Arland, Paris, Gallimard, 1939
- Úngfrúin góða og Húsið (1933)
- Sjálfstaett fólk (1934-1935) Publié en français sous le titre Gens indépendants, traduit par Régis Boyer, Paris, Fayard, 2004
- Ljós heimsins (1937-1940) Publié en français sous le titre Lumière du monde, traduction française de Régis Boyer, Paris, Aubier-Montaigne, coll. « UNESCO d'œuvres représentatives. Série européenne », 1989
- Islandsklukkan (1943-1946) Publié en français sous le titre La Cloche d'Islande, traduit par Régis Boyer, Paris, Aubier-Montaigne, coll. « UNESCO d'œuvres représentatives. Série européenne », 1979 ; réédition, Flammarion, Garnier-Flammarion no 659, 1991
- Atómstöðin (1948) Publié en français sous le titre Station atomique, traduction française de Jacqueline Joly, Paris, Les éditeurs français réunis, 1957 ; réédition, Paris, Presses du compagnonnage, coll. « Prix Nobel de littérature », 1964 ; réédition sous le même titre dans une nouvelle traduction de Jacqueline Le Bras, Paris, Messidor/Les Belles Lettres, 1991
- Gerpla (1952) Publié en français sous le titre La Saga des fiers-à-bras, traduction française de Régis Boyer, Aix-en-Provence, Pandora, coll. « Domaine nordique », 1979 ; réédition, Toulouse, Anacharsis, coll. « Fictions », 2006
- Brekkukotsannáll (1957) Publié en français sous le titre Les Annales de Brekkukot, traduit par Régis Boyer, Paris, Fayard, 2009 ; réédition, Paris, Zulma, 2022  (ISBN 979-1-038-70097-0)
- Paradísarheimt (1960) Publié en français sous le titre Le Paradis retrouvé, traduction depuis de la version anglaise Paradise reclaimed par René Hilleret, Paris, Gallimard, coll. « Du monde entier », 1966 ; réédition, Paris, Gallimard, coll. « L'Imaginaire » no 2, 1990
- Kristnihald undir Jökli (1968) Publié en français sous le titre Úa ou Chrétiens du glacier, traduit par Régis Boyer, Arles, Actes Sud, coll. « Lettres scandinaves », 1988
- Innansveitarkronika (1970)
- Guðsgjafaþula (1972)

### Recueil de nouvelles

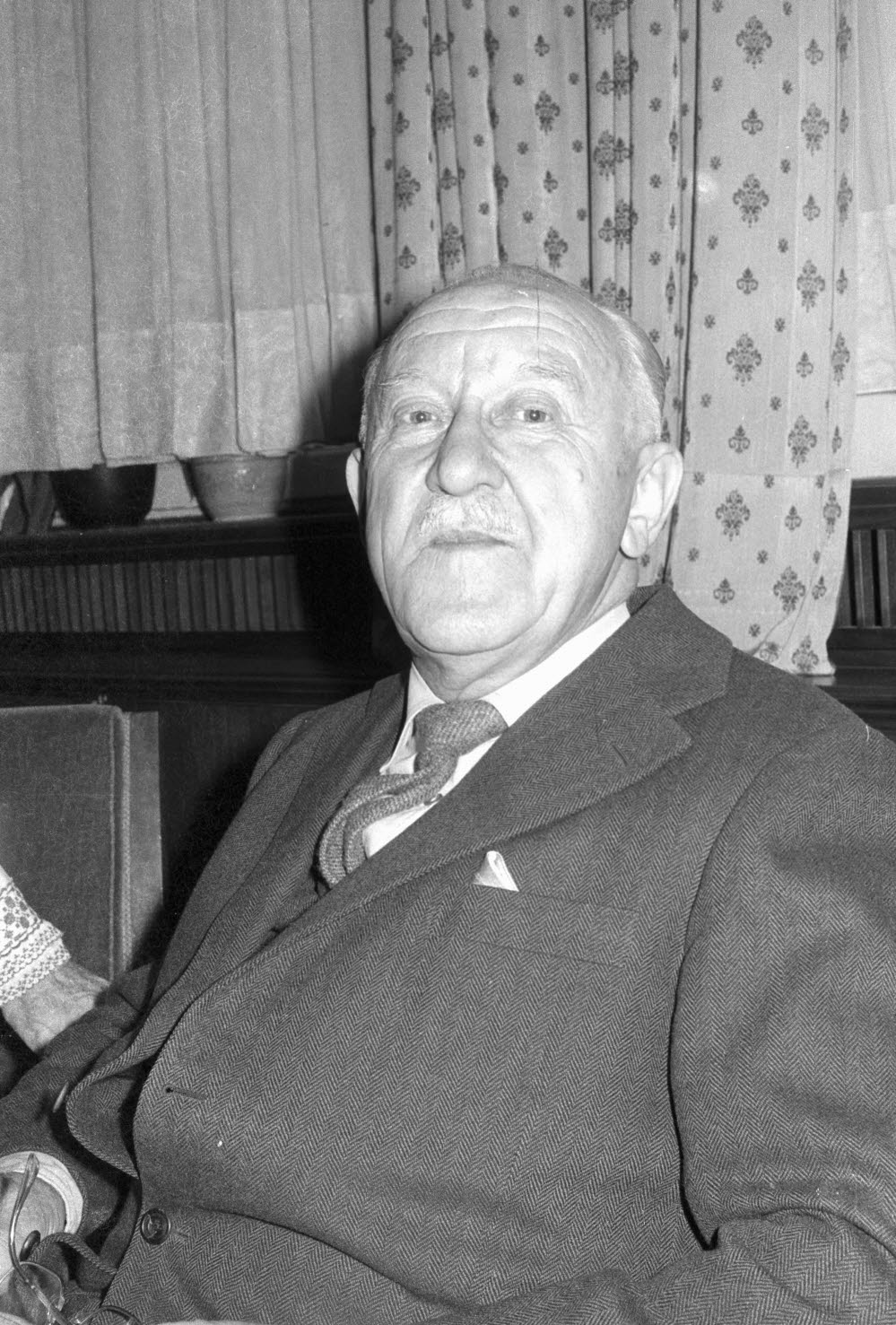
Halldór Laxness en 1973 à la mairie de Kiel.

- Þættir (1954)

### Nouvelles
- Nokkrar sögur (1923)
- Fótatak manna (1933)
- Þórður gamli halti (1935)
- Sjö töframenn (1942)
- Sjöstafakverið (1964)
- Við Heygarðshornið (1981)
- Sagan af brauðinu dýra (1987)
- Jón í Brauðhúsum (1992)
- Fugl á garðstaurnum og fleiri smásögur (1996)
- Úngfrúin góða og Húsið (1999)
- Smásögur (2000)
- Kórvilla á Vestfjörðum og fleiri sögur (2001)

### Théâtre
- Straumrof (1934)
- Snæfríður Íslandssól (1950), adaptation pour la scène du roman La Cloche d'Islande
- Silfurtúnglið (1954)
- Strompleikurinn (1961)
- Prjónastofan Sólin (1962)
- Dúfnaveislan (1966)
- Úa (1970), adaptation pour la scène du roman Úa ou Chrétiens du glacier
- Norðanstúlkan (1972), adaptation du roman Station atomique

### Poésie
- Únglíngurinn í skóginum (1925)
- Kvæðakver (1930)

### Essais et journaux de voyage
- Kaþólsk viðhorf (1925)
- Alþýðubókin (1929)
- Í Austurvegi (1933)
- Gerska æfintýrið (1938)

### Mémoires
- Heiman eg fór (1952)
- Í túninu heima, tome I (1975)
- Úngur eg var, tome II (1976)
- Sjömeistarasagan, tome III (1978)
- Grikklandsárið, tome IV (1980)
- Dagar hjá múnkum (1987)